# オジッダ
オジッダ（イタリア語: Osidda）は、イタリア共和国サルデーニャ自治州ヌーオロ県にある、人口約200人の基礎自治体（コムーネ）。

## 地理

### 位置・広がり

#### 隣接コムーネ
隣接するコムーネは以下の通り。括弧内のOTはオルビア＝テンピオ県、SSはサッサリ県所属を示す。
- ビッティ
- ブッドゥゾ (OT)
- ヌーレ (SS)
- パッターダ (SS)